# Айсли, Трой
Трой Айсли (англ. Troy Isley; род. 5 сентября 1998, Вашингтон, США) — американский боксёр-профессионал, выступающий в средней весовой категории. Бывший член сборной США по боксу, участник Олимпийских игр 2020 года, бронзовый призёр чемпионата мира (2017), бронзовый призёр Панамериканских игр (2019), двукратный чемпион США (2016, 2017), серебряный призёр турнира «Золотые перчатки» (2016), многократный победитель и призёр международных и национальных турниров в любителях.
Среди профессионалов действующий чемпион WBO NABO в среднем весе (2024—н.в).
Лучшая позиция по рейтингу BoxRec — 19-я (июнь 2025) и является 5-м среди американских боксёров средней весовой категории, а по рейтингам основных международных боксёрских организаций занимает: 10-ю строчку рейтинга WBC, 5-ю строку рейтинга IBF, — входя в ТОП-20 лучших средневесов всего мира.

## Биография
Трой Айсли родился 5 сентября 1998 года в Вашингтоне, в США.

## Любительская карьера

### 2016—2019 годы
В мае 2016 года стал серебряным призёром национального турнира «Золотые перчатки» в весе до 75 кг, в финале по очкам (5:0) проиграв Исайю Джонсу из Детройта.
А в декабре 2016 года стал чемпионом США в среднем весе до 75 кг, где он в четвертьфинале по очкам (5:0) победил Никиту Абабия, затем в полуфинале по очкам (5:0) победил Остина Уильямса, и в финале по очкам (5:0) победил Хавьера Мартинеса.
В августе 2017 года стал бронзовым призёром на чемпионате мира в Гамбурге (Германия), в весе до 75 кг, который прошёл в Гуаякиле (Эквадор), где он в четвертьфинале по очкам раздельным решением судей (счёт: 3:2) победил опытного узбека Исраила Мадримова, но затем в полуфинале по очкам решением большинства судей (счёт: 1:4) проиграл опытному украинцу Александру Хижняку, — который в итоге стал чемпионом мира 2017 года и был объявлен лучшим боксёром чемпионата.
И в декабре 2017 года вновь стал чемпионом США в среднем весе до 75 кг, где он в полуфинале по очкам победил Рахима Гонсалеса, и в финале по очкам (3:2) вновь победил Хавьера Мартинеса.
В июле 2019 года в Лиме (Перу) завоевал бронзу Панамериканских игр в весе до 75 кг, где он в полуфинале по очкам решением большинства судей (счёт: 1:4) проиграл опытному бразильцу Эберту Консейсану.

### 2021 год
В 2021 году прошёл мировую квалификацию, и стал участником Олимпийских игр 2020 года. Где он выступил в весовой категории до 75 кг, и в первом раунде соревнований победил по очкам (5:0) опытного белорусского боксёра Виталия Бондаренко, но в 1/8 финала соревнований, в конкурентном бою по очкам (2:3) он проиграл россиянину Глебу Бакши, — который в итоге стал бронзовым призёром Олимпиады 2020 года.

## Профессиональная карьера
7 июня 2025 года в Норфолке (США) в рамках шоу Мейсон vs Накатила защитил свой пояс WBO NABO в среднем весе против бразильца Этунди Мишеля Уильяма (16-1, 12 КО). Бой проходил в равной борьбе и только за счёт концовки Айсли смог добиться победы. Бразильский претендент с большим размахом рук уверенно работал на дальней дистанции хорошо показав себя в бою. По итогам 10-и раундов счёт составил: дважды 94—96 и 92—98.
| Бой | Рекорд | Соперник                |  |
| 12  | 12-0   | Маркос Эрнандес(16-6-2) |  |
| 11  | 11-0   | Владимир Эрнандес(14-5) |  |
| 10  | 10-0   | Антонио Тодд(14-8)      |  |
| 9   | 9-0    | Рой Бэрринджер(9-3)     |  |
| 8   | 8-0    | Куинси ЛаВалле(14-3-1)  |  |
| 7   | 7-0    | Виктор Тони(6-1-1)      |  |
| 6   | 6-0    | Донте Стаббс(6-5)       |  |
| 5   | 5-0    | Энтони Ханна(3-2)       |  |
| 4   | 4-0    | Гарри Круз(6-2)         |  |
| --- | ------ | ----------------------- |  |
| 3   | 3-0    | Николи Наварро(2-1)     |  |
| 2   | 2-0    | Лакуан Эванс(4-1)       |  |
| 1   | 1-0    | Брайант Костелло(1-1)   |  |